# 손소영 (2000년 데뷔)
손소영은 대한민국의 여자 배우이다.

## 이력
2000년 뮤지컬 배우 첫 데뷔하였으며 2002년 연극배우 데뷔하였다.

## 출연작

### 드라마
- 《드라마의 제왕》 (2012년, SBS) ... 손실장 역
- 《사랑은 아무나 하나》 (2009년, SBS) ... 상구 처 역
- 《알리바이 주식회사》 (2008년, 드라맥스)
- 《비밀노트 여자의 두얼굴》 (2007년, E채널)
- 《웃는 얼굴로 돌아보라》 (2006년, KBS2) ... 영미 역
- 《세 친구》 (2000년, MBC) ... 피트니스 헬스 클럽 매니저 윤다훈 실장의 여자친구 최소영 역으로 카메오 단역
- 《순풍산부인과》 (1998년, SBS) ... 어른 박미달 역(본역:김성은)

### 영화
- 《죽지 않는 인간들의 밤》 (2020년) - 간호사 역
- 《밀정》 (2016년) - 허철주 친척 1 역
- 《백프로》 (2013년)
- 《감기》 (2013년)
- 《백야행 : 하얀 어둠 속을 걷다》 (2009년) - 아나운서 역
- 《죽이고 싶은 남자》 (2008년, TV영화) - 레즈비언 바 사장 역
- 《열한번째 엄마》 (2007년) - 30대 여자 역
- 《풀리쉬 게임》 (2003년) - 클럽 퀸카 역